# Barnsley
Barnsley – miasto w Wielkiej Brytanii, w Anglii, w hrabstwie South Yorkshire, w dystrykcie metropolitalnym Barnsley, u podnóża Gór Pennińskich, nad rzeką Dearne, w odległości ok. 20 kilometrów od Sheffield.
W przeszłości miasto było znane z przetwórstwa lnu i rozwiniętego handlu płótnem. Od lat 50. XIX wieku w otaczających je wsiach, zwłaszcza na wschodzie, rozpoczęto budowę licznych kopalń węgla kamiennego. Wydobycie węgla było głównym przemysłem miasta aż do późnych lat 50. XX wieku, kiedy to zapoczątkowany został długotrwały upadek tej gałęzi przemysłu, jednak w 1960 r. w promieniu 25 mil od centrum miasta Barnsley istniało jeszcze 70 kopalni. Do chwili obecnej wszystkie kopalnie w gminie zostały zlikwidowane, a ostatnią z nich była kopalnia "Goldthorpe", zamknięta w 1994 roku. Tym niemniej, brytyjski Krajowy Związek Górników (ang. The National Union of Mineworkers) nadal ma swoją siedzibę w Barnsley.
W dniach 12–18 grudnia 1866 r. wyrzut i wybuch metanu w kopalni "Oaks" spowodował pożar i śmierć 361 górników.
Obecnie miasto jest ośrodkiem przemysłu szklarskiego, maszynowego, odzieżowego i gumowego.
W mieście znajduje się stacja kolejowa Barnsley Interchange.
Zabytkami godnymi uwagi jest kościół z XIX wieku i ruiny Monk Bretton (kościoła i klasztoru) z XII wieku.
Rodzinne miasto rockowej grupy Saxon.

## Miasta partnerskie
- Schwäbisch Gmünd, Niemcy
- Gorłówka, Ukraina